# Leonid Romanov
Leonid Romanov (n. 13 februarie 1947, Moscova, URSS) este un fost scrimer sovietic, specializat în proba de floretă. Este cunoscut pentru performanțele sale din anii 1970, în special pentru medalia de argint obținută la Jocurile Olimpice de vară din 1972, desfășurate la München.

## Carieră sportivă
Leonid Romanov a făcut parte din echipa de scrimă a URSS într-o perioadă de vârf pentru acest sport în blocul estic. A concurat la numeroase competiții internaționale, remarcându-se prin tehnica sa elegantă și disciplină tactică.
La Jocurile Olimpice de vară din 1972, a câștigat medalia de argint în proba pe echipe la floretă masculin, alături de colegii săi din echipa sovietică. Performanța lor a fost una dintre cele mai solide din turneu, înfruntând adversari puternici din Franța, Italia și Germania de Vest.
Pe lângă participarea olimpică, Romanov a reprezentat URSS și în alte competiții majore, precum Campionatele Mondiale de Scrimă, unde a obținut mai multe clasări pe podium. Contribuția sa a fost esențială pentru succesul general al echipei sovietice în acea perioadă.

## Moștenire și recunoaștere
Chiar dacă nu a devenit o figură mediatică la nivel global, Leonid Romanov este respectat în cercurile de specialitate pentru contribuția sa la scrima sovietică. A fost un model de profesionalism și perseverență pentru generațiile următoare de scrimeri.